# 步兵校尉
步兵校尉，兩漢中高級武官官職，負責掌管西漢都城長安西南郊的上林苑的苑門屯兵宿衛軍約700-800餘人，西漢漢武帝所設置的八個不同的校尉官職。西漢時為北軍「八校尉」之一，東漢時因精簡而成為北軍「五校尉」之一，兩漢時屯騎校尉等諸位校尉，平時駐守都城附近，以拱衛京城，戰時亦可隨軍隊出征。魏晉南北朝數百年間仍為禁軍編制的中等軍官，自漢代以後整體呈現地位下降的趨勢。該職位活躍於約莫公元前104年(漢武帝初置)-589年(陳朝滅亡)的七百年間。

## 演變

### 西漢
官秩二千石，與州牧、各郡太守、京兆尹相當。為漢武帝初次以加強京城防衛為目的所創立的八校尉之一，其可掌控宿衛軍士卒700人，其下設置有丞、司馬等屬官。而八校尉所屬的北軍數千宿衛軍設立之初由中尉統領，而後中尉改名稱為執金吾後就取消其統領之權。

#### 曾任名人
- 任宏：西漢執金吾，曾在擔任步兵校尉時校兵書。[4]

### 東漢
官秩比二千石，與中郎將、光祿大夫、騎都尉、都護將軍相當，為光武帝時期重新設置，多由東漢宗室擔當此職位。因為東漢將中壘校尉、胡騎校尉、虎賁校尉被精簡後而成為北軍五校尉之一。可掌控宿衛軍官吏73人，士卒700人。其下設置司馬一人為屬官，千石。北軍五校尉由北軍中候負責監管。

#### 曾任名人
- 桓焉：東漢重臣，其家族世代儒學名士，官至漢順帝時期的太傅、太尉。其父為太常、兩代帝師桓郁，其孫為漢獻帝時的關內侯、光祿勳桓典。曾被任命為侍中、步兵校尉一職。[8]
- 劉愷：東漢宗室重臣，漢安帝時官至太尉，本應繼位居巢侯的爵位，但將爵位讓位給弟弟劉憲。其父為居巢侯、宗正劉般，祖父為西漢末代楚王劉紆。漢和帝時曾任為步兵校尉[9]

### 三國
曹魏第四品官職，與武衛將軍、中郎將、御史中丞、寧朔將軍相當，為曹魏領軍將軍管轄禁軍三營之一(另二營為中壘、武衛)

#### 曾任名人
- 卞琳：曹魏列侯，出身曹魏外戚卞氏，曾任步兵校尉。其父為卞秉，為曹魏外戚重臣，官至昭烈將軍、爵封開陽侯、魏武帝曹操繼妻卞皇后之親弟、魏文帝的舅舅，其女為魏元帝皇后卞氏[11]
- 向朗：蜀漢顯明亭侯、左將軍、特進，蜀漢後主繼位時曾任步兵校尉、領丞相長史，其子為西晉江陽太守、南中軍司馬向條。[12]
- 郑胄：孙吴将领。

### 兩晉
兩晉第四品官職，與武衛將軍、中郎將、御史中丞、寧朔將軍相當，和曹魏時期地位職能相仿。兩晉五營校尉，由中領軍管轄指揮。

#### 曾任名人
- 阮籍：西晉著名文學家、竹林七賢之一。其父為建安七子之一的阮瑀，在曹魏時期擔任過步兵校尉一職，故又被人稱之為「阮步兵」。[14]

- 虞胤：東晉平山縣侯、宗正卿，出身東晉外戚，曾任晉明帝時的步兵校尉，其父為東晉元敬皇后（晉元帝司馬睿之妻）的親弟，被明帝追贈為散騎常侍、驃騎大將軍、開府儀同三司、平山縣侯的虞豫。死後被追贈衛將軍、加散騎常侍。[15]

### 十六國
已知前秦有該職位，可知可能在十六國的部分宿衛軍之中有此職位。

#### 曾任名人
- 姚萇：後秦昭武帝，後秦開國皇帝，在前秦時曾任揚武將軍，步兵校尉，封益都侯。[16][17]